# Richard Trevithick
Richard Trevithick (født 13. april 1771, død 22. april 1833) var en britisk opfinder og mineingeniør fra Cornwall, England. Han byggede det første funktionsduelige damplokomotiv og den første højtryks-dampmaskine. 